# Ханчжоу
Ханчжо́у (кит. упр. 杭州, пиньинь Hángzhōu; у 杭州 [ɦaŋ tsei]) — город субпровинциального значения Китайской Народной Республики, столица провинции Чжэцзян.

## История
Во времена первых централизованных империй эти места входили в состав уезда Цяньтан (钱唐县) округа Куайцзи (会稽郡), власти округа размещались на месте современного Сучжоу.
Во времена империи Суй в 589 году была образована область Ханчжоу (杭州). Здесь был основан город с крепостными стенами и рвом, а от Цзинкоу до этих мест был прорыт канал длиною в 800 ли, в результате чего Ханчжоу стал постепенно становиться важным перекрёстком водных и сухопутных путей. После смены империи Суй империей Тан из-за практики табу на имена иероглиф «тан» в названии уезда был заменён на омонимичный, в результате чего оно стало писаться как 钱塘.
В эпоху Пяти династий и десяти царств во времена империи Поздняя Лян в 922 году из кусков территории уездов Цяньтан, Яньгуань и Фучунь был образован уезд Цяньцзян (钱江县). В 923 году Цянь Лю основал государство Уюэ, и сделал Цяньтан его столицей.
После объединения китайских земель в составе империи Сун опять была создана область Ханчжоу. В 979 году уезд Цяньцзян был переименован в Жэньхэ (仁和县). Когда под ударами чжурчжэней сунский двор в 1129 году бежал на юг, то область Ханчжоу была поднята в статусе, став Линьаньской управой (临安府), и сюда в 1132 году переместилась столица страны.
После монгольского завоевания здесь в 1278 году был образован Ханчжоуский регион (杭州路) империи Юань. В 1366 году эти места были захвачены повстанцами под руководством Чжу Юаньчжана, и в составе новой империи Мин регионы были переименованы в управы — так появилась Ханчжоуская управа (杭州府).
Во времена империи Цин город был в 1860-х годах на некоторое время захвачен повстанцами-тайпинами. В 1895 году по условиям Симоносекского договора Ханчжоу был объявлен «открытым портом», в котором разрешалось торговать иностранцам. Монархическая эпоха завершилась для Ханчжоу 5 ноября 1911 года, когда восстал местный гарнизон. После Синьхайской революции в Китае была проведена реформа структуры административного деления, и в 1912 году Ханчжоуская управа была упразднена.
После упразднения Ханчжоуской управы из уездов Цяньтан и Жэньхэ был создан уезд Хансянь (杭县), ставший местом пребывания властей провинции Чжэцзян. В 1927 году урбанизированная часть уезда Хансянь была официально выделена в отдельный город Ханчжоу (杭州市).
Во время японо-китайской войны Ханчжоу был 24 декабря 1937 года занят японскими войсками, и оставался под японской оккупацией вплоть до капитуляции Японии в 1945 году.
Во время гражданской войны Ханчжоу был занят войсками коммунистов в мае 1949 года.
После образования КНР поначалу продолжали одновременно существовать и город Ханчжоу, и уезд Хансянь. В декабре 1951 года Хансянь перешёл под юрисдикцию Ханчжоу, но в ноябре 1952 года опять был подчинён властям провинции Чжэцзян. В 1957 году уезд Хансянь опять был передан под юрисдикцию Ханчжоу. В апреле 1958 года уезд Хансянь был расформирован, а на его землях был создан Ханчжоуский пригородный район (杭州市郊区).
В декабре 1958 года уезды Сяошань и Фуян перешли под юрисдикцию Ханчжоу.
В январе 1960 года Ханчжоуский пригородный район был расформирован, а вместо него была создана Объединённая коммуна Цяньтан (钱塘联社).
В июне 1960 года под юрисдикцию Ханчжоу перешли уезды Тунлу и Линьань. В августе 1960 года уезд Фуян был присоединён к уезду Тунлу.
В марте 1961 года из уезда Линьань были выделены земли бывшего уезда Юйхан, и после их объединения с землями Объединённой коммуны Цяньтан на этой территории в апреле 1961 года был вновь образован уезд Юйхан. В декабре 1961 года из уезда Тунлу был выделен уезд Фуян, образованный на территории бывших уездов Фуян и Синьдэн.
В 1963 году под юрисдикцию Ханчжоу перешли уезды Цзяньдэ и Чуньань.
В 1988 году уезд Сяошань был преобразован в городской уезд.
В 1990 году на южном берегу реки Фучуньцзян была создана Зона интенсивного промышленного развития Гаосинь (高新技术产业开发区), кратко называемая «зона Гаосинь» (高新区).
В 1994 году уезды Фуян и Юйхан были преобразованы в городские уезды.
В 1996 году уезд Линьань был преобразован в городской уезд.
В 1997 году на землях, выделенных из городского уезда Сяошань, был образован новый район Биньцзян.
2 февраля 2001 года городской уезд Юйхан был преобразован в район городского подчинения.
В 2002 году городской уезд Сяошань был преобразован в район городского подчинения.
В 2003 году зона Гаосинь была присоединена к району Биньцзян.
Постановлением Госсовета КНР от 13 декабря 2014 года городской уезд Фуян был преобразован в район городского подчинения.
В сентябре 2017 года городской уезд Линьань был преобразован в район городского подчинения.

## Административно-территориальное деление
Городской округ Ханчжоу делится на 10 районов, 1 город уездного значения и 2 уезда.
| Карта | Карта    | Карта     | Карта         | Карта            | Карта         |
| --- | -------- | --------- | ------------- | ---------------- | ------------- |
| ① ② Цзянгань ③ Сиху ④ Сяошань Юйхан Фуян Линьань Тунлу Чуньань Цзяньдэ ① Шанчэн ② Сячэн ③ Гуншу ④ Биньцзян |          |           |               |                  |               |
| Статус | Название | Иероглифы | Пиньинь       | Население (2010) | Площадь (км²) |
| Район | Шанчэн   | 上城区    | Shàngchéng qū |                  |               |
| Район | Сячэн    | 下城区    | Xiàchéng qū   |                  |               |
| Район | Цзянгань | 江干区    | Jiānggàn qū   |                  |               |
| Район | Гуншу    | 拱墅区    | Gǒngshù qū    |                  |               |
| Район | Сиху     | 西湖区    | Xīhú qū       |                  |               |
| Район | Биньцзян | 滨江区    | Bīnjiāng qū   |                  |               |
| Район | Сяошань  | 萧山区    | Xiāoshān qū   |                  |               |
| Район | Юйхан    | 余杭区    | Yúháng qū     |                  |               |
| Район | Фуян     | 富阳区    | Fùyáng qū     |                  |               |
| Район | Линьань  | 临安区    | Lín'ān qū     |                  |               |
| Городской уезд                                                                                             | Цзяньдэ  | 建德市    | Jiàndé shì    |                  |               |
| Уезд | Тунлу    | 桐庐县    | Tónglú xiàn   |                  |               |
| Уезд | Чуньань  | 淳安县    | Chún'ān xiàn  |                  |               |

## Экономика

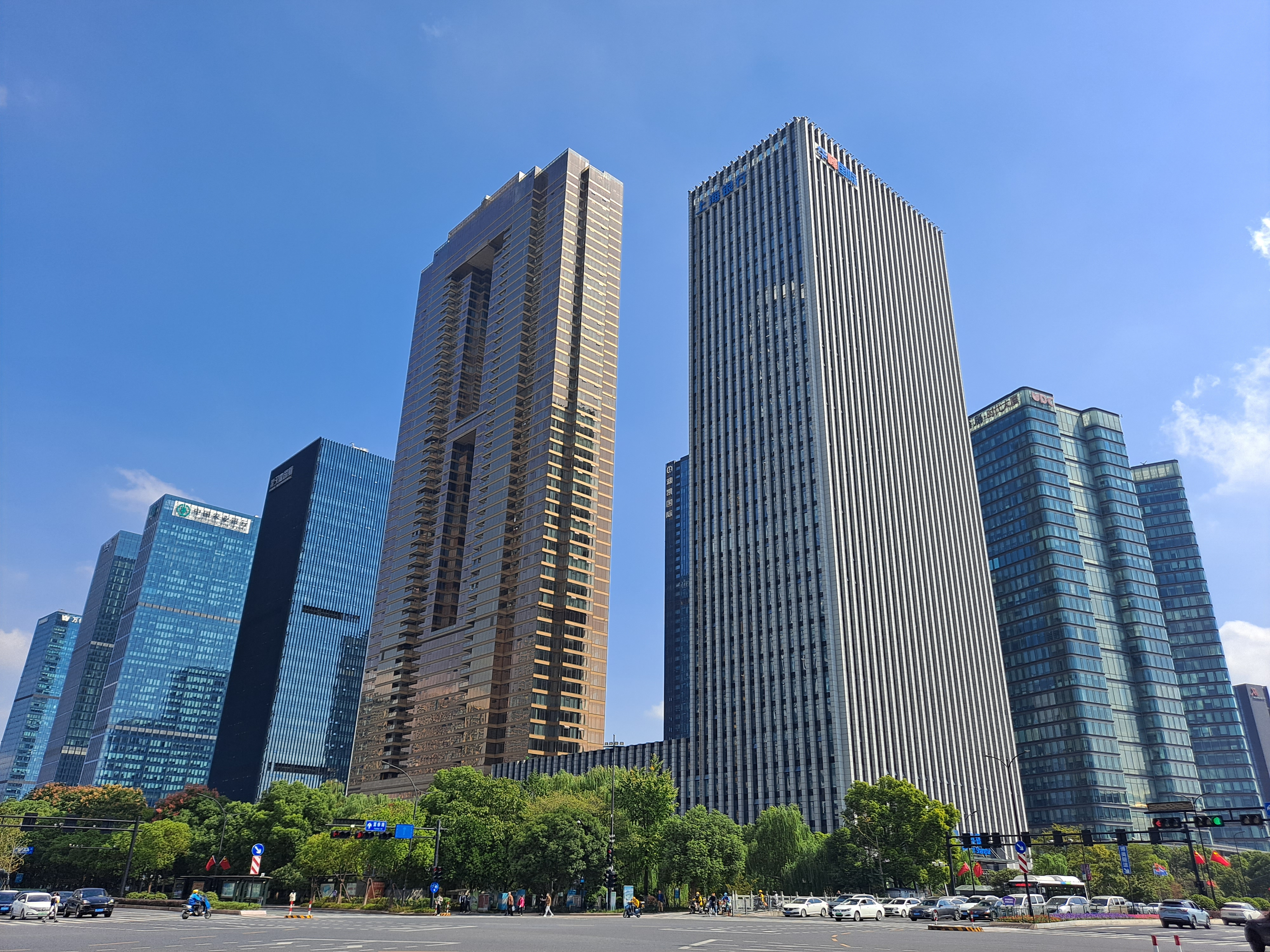
Деловой центр города

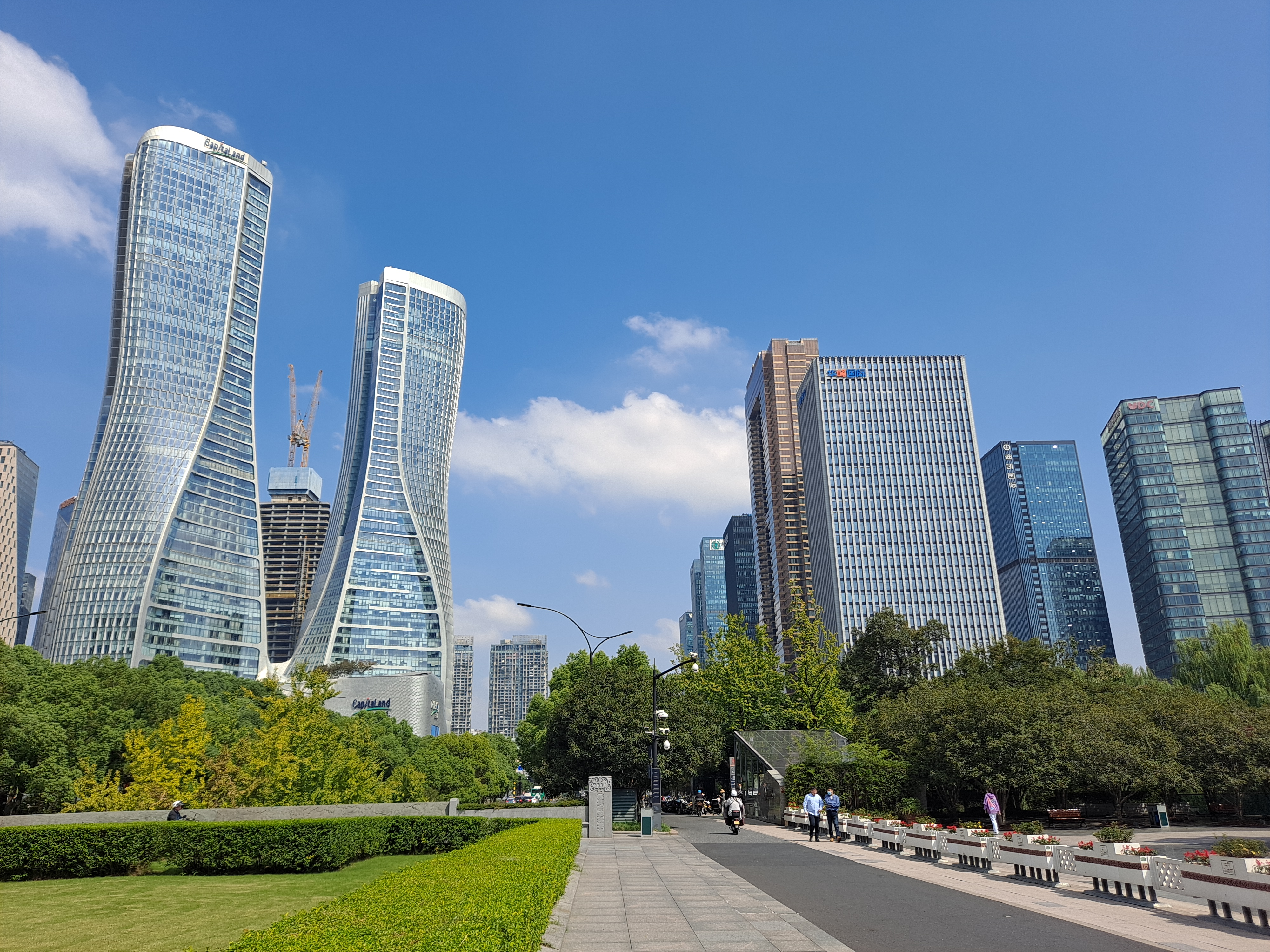
Деловой центр города

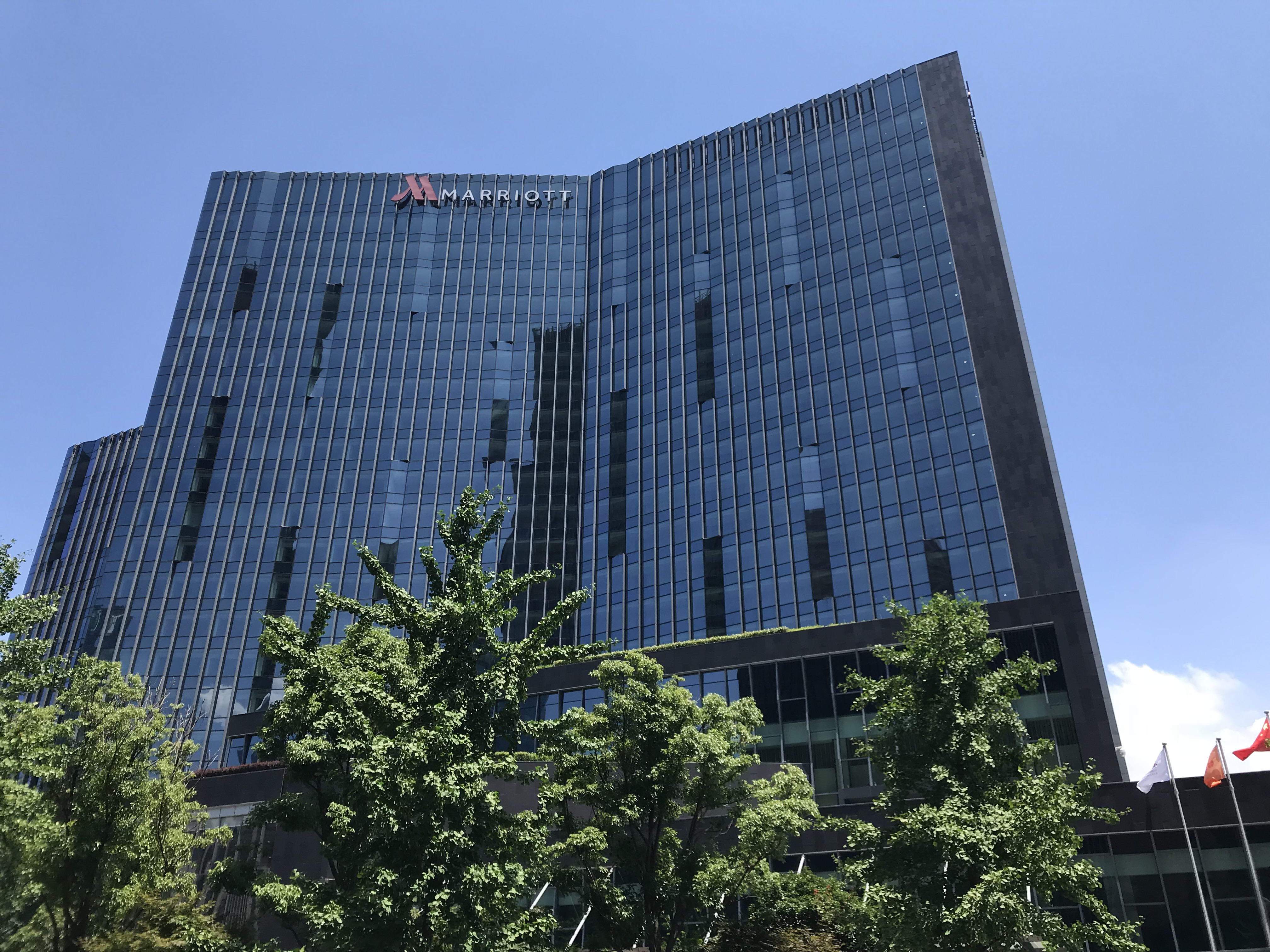
Отель Marriott

Ханчжоу является крупнейшим в Китае центром электронной коммерции (в 2015 году здесь открылась первая в Китае комплексная пилотная зона трансграничной электронной коммерции). По итогам 2022 года объём экспорта из комплексной пилотной зоны трансграничной электронной коммерции в Ханчжоу составил 101,3 млрд юаней (14,73 млрд долларов США), увеличившись на 18,75 % в годовом выражении, а число продавцов трансграничной электронной коммерции в городе превысило 100 тыс. человек.
В Ханчжоу базируются крупные китайские компании — Alibaba Group (электронная торговля), Geely Holding Group / Geely Automobile (автомобили и комплектующие), Wahaha Group и Nongfu Spring (напитки), Hailiang Group (цветные металлы, недвижимость, финансовые услуги), Hikvision и Dahua Technology (системы видеонаблюдения), Huadong Medicine и Holley Group (фармацевтика), Hengyi Petrochemical и Rongsheng Petrochemical (нефтехимия), Zhejiang Construction Investment Group (строительство, инфраструктура, производство строительной техники), Zhejiang Communications Technology (строительство и инфраструктура), Jason Furniture (мягкая мебель), Windey (ветряные турбины), Cainiao и BEST Inc. (логистика), Loong Air (авиаперевозки), Greentown China (недвижимость), DeepSeek, Manycore и BrainCo (информационные технологии), Unitree Robotics и Deep Robotics (робототехника), Ant Group (финансовые услуги), а также крупные региональные China Zheshang Bank и Bank of Hangzhou.

### Промышленность
В городе расположены нефтехимический завод Hengyi Petrochemical, химические заводы First Applied Material, Transfar Zhilian и Xinan Chemical, шинный завод Zhongce Rubber Group, фармацевтические фабрики Sanofi, Huadong Medicine и Holley Group, завод грузовиков Dongfeng Motor Corporation, завод легковых автомобилей Dongfeng Yulon Motor, завод автокомплектующих Wanxiang Qianchao, кабельный завод Futong Group, завод клапанов Sanhua Holding, завод лифтов Otis Electric Elevator, завод энергетического оборудования Zhefu Holding, завод по производству тоннелепроходческих комплексов Zhejiang Railway Equipment, завод солнечных панелей CHINT Solar, завод посуды и кухонной утвари Supor, заводы электроники Silan Microelectronics, Sunny Optical Technology и 9-го НПО компании China Aerospace Science and Technology Corporation.

## Транспорт

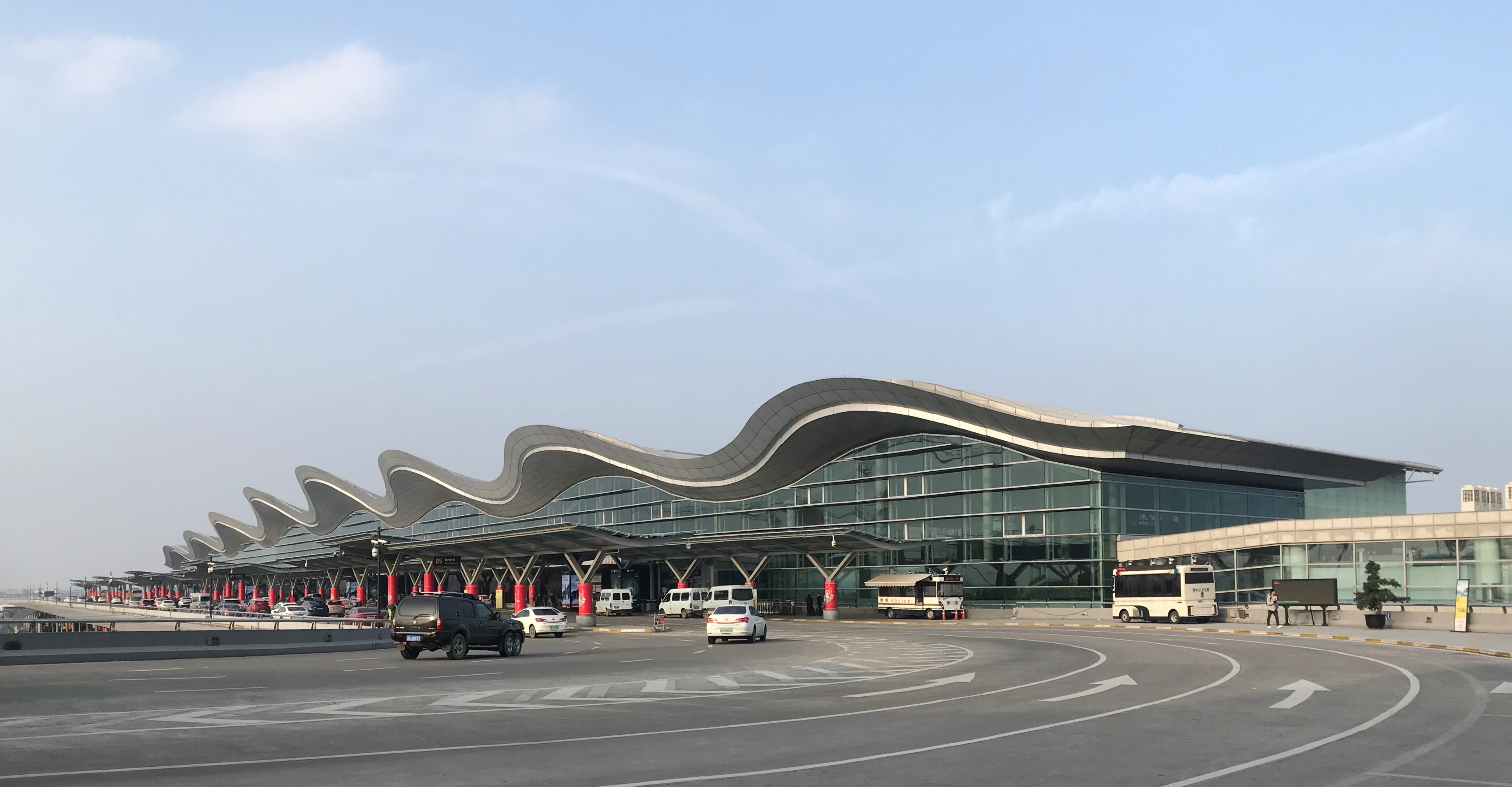
Аэропорт Ханчжоу—Сяошань

- Международный аэропорт Ханчжоу (Сяошань) запущен в эксплуатацию в 1997 году, входит в десятку самых загруженных воздушных гаваней Китая. Имеются пассажирские рейсы в десятки городов Китая, Западной Европы, Юго-Восточной и Южной Азии, Африки и Северной Америки[9].
- Восточный вокзал сдан в эксплуатацию в июле 2013 года. На момент сдачи — самый крупный в стране железнодорожный узел[10].
- Ханчжоуский метрополитен запущен в эксплуатацию в 2012 году.

В декабре 2023 года введена в эксплуатацию высокоскоростная железная дорога Ханчжоу — Наньчан. В июле 2024 года запущена 260-километровая высокоскоростная железная дорога Ханчжоу — Вэньчжоу.

## Наука и образование
Согласно рейтингу британского журнала Nature по состоянию на 2022 год Ханчжоу занимал 19-е место среди научно-исследовательских центров мира. В 2023 году в городе открылся учебный центр электронной коммерции компании Amazon.

## Культура
В Ханчжоу расположен Китайский национальный музей чая.

### Фольклор
В Китае есть пословица: «На небесах есть рай, а на земле есть Сучжоу и Ханчжоу» (кит. упр. 上有天堂，下有苏杭, палл. шан ю тяньтан, ся ю Су-Хан).

## Спорт
В Ханчжоу проходили Летние Азиатские игры 2022 года.

## Известные уроженцы
- Тан Вэй — китайская актриса.

## Города-побратимы
Ханчжоу является городом-побратимом следующих городов:
| - Саяма, Япония (1979) - Бостон, США (1982) - Багио, Филиппины (1982) - Лидс, Великобритания (1988) - Фукуи, Япония (1989) - Йосу, Южная Корея (1994) - Ницца, Франция (1998) - Парамарибо, Суринам (1998) - Будапешт, Венгрия (1999) - Бейт-Шемеш, Израиль (2000) - Агадир, Марокко (2000) | - Куритиба, Бразилия (2001) - Казань, Россия (2003) - Кейптаун, ЮАР (2005) - Овьедо, Испания (2006) - Пиза, Италия (2008) - Канкун, Мексика (2008) - Индианаполис, США (2008) - Таллин, Эстония (2008) - Куала-Лумпур, Малайзия (2009) - Дрезден, Германия (2009) - Верт, Нидерланды (2009) - Днепр, Украина (2013) |

## Галерея

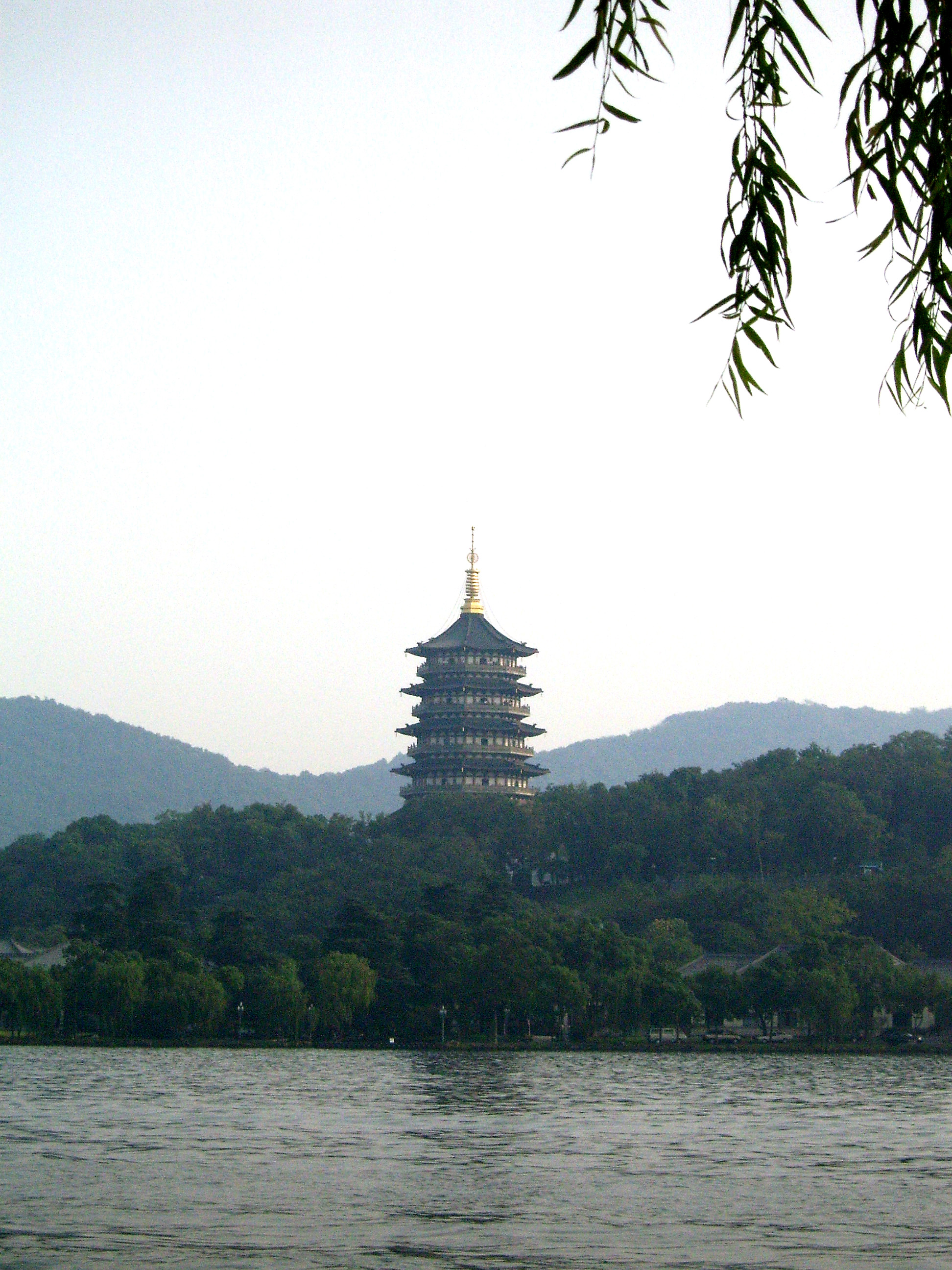
Пагода Лэйфэнта на озере Сиху
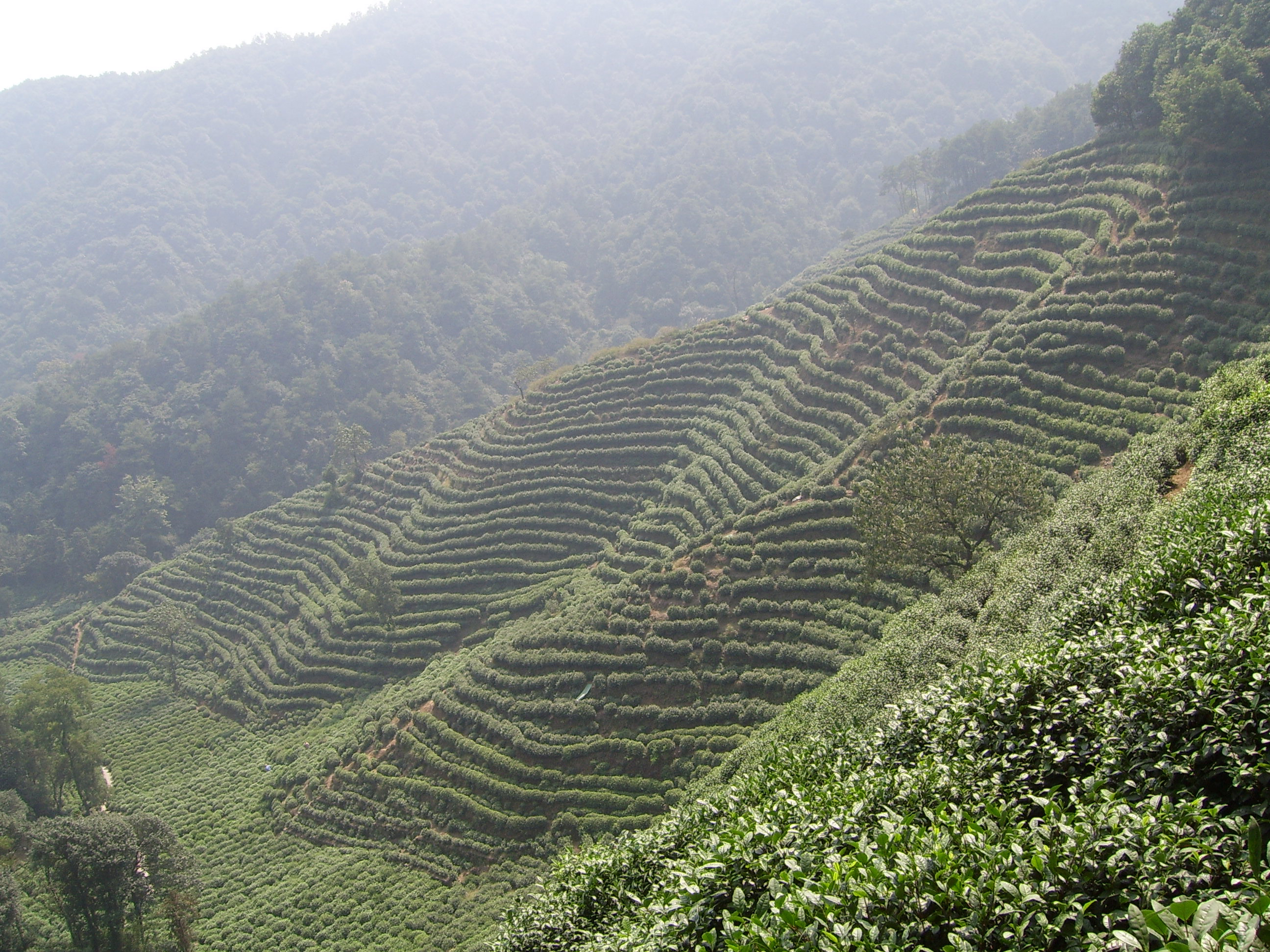
Чайные плантации в Ханчжоу
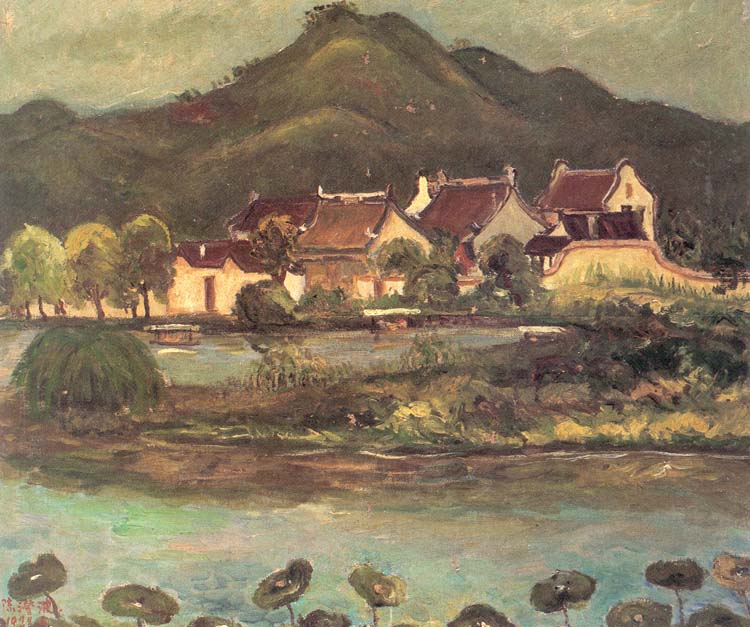
Старые дома Ханчжоу (1938 год, масло, Чэнь Чэнбо)
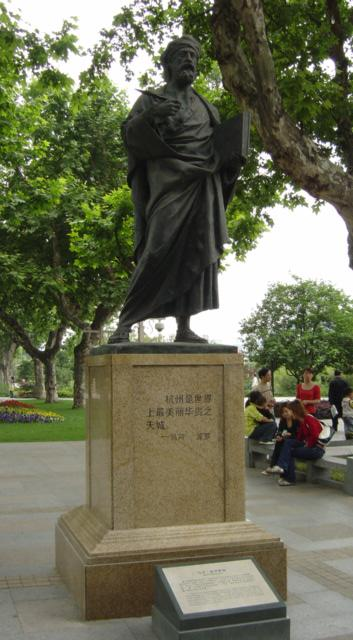
Статуя Марко Поло в Ханчжоу